# Ајасе (Торино)
Ајасе (итал. Aiasse) је насеље у Италији у округу Торино, региону Пијемонт.
Према процени из 2011. у насељу је живело 4 становника. Насеље се налази на надморској висини од 1243 м.